# Hydrangeocola bolsoni
Hydrangeocola bolsoni är en stekelart som beskrevs av Papp 1992. Hydrangeocola bolsoni ingår i släktet Hydrangeocola och familjen bracksteklar. Inga underarter finns listade i Catalogue of Life.